# 太田敏夫
太田 敏夫（おおた としお、1919年（大正8年）3月20日 - 1942年（昭和17年）10月21日）は日本の海軍軍人。太平洋戦争における撃墜王。最終階級は海軍飛行兵曹長。

## 経歴
1919年（大正8年）、長崎県の農家に生まれる。軍に入ってから弟の中学学費の仕送りを続ける、家族思い、親孝行の好青年であった。
1935年（昭和10年）、佐世保海兵団に入団。戦艦金剛勤務を経て、1939年（昭和14年）1月、第46期操縦練習生課程修了。1941年（昭和16年）6月、十二空に配属。漢口に進出するが、戦闘の機会はなかった。
1941年（昭和16年）10月、台湾の台南基地に新設された台南海軍航空隊（以下、台南空）に配属。12月8日開戦初日、フィリピン・クラーク空軍基地攻撃に参加。太田は第三中隊（浅井正雄大尉）の第二小隊（宮崎儀太郎飛曹長）二番機として出撃。1942年1月29日、ボルネオ島バリクパパン基地及び泊地を太田ら2機で上空哨戒中、米陸軍第7爆撃大隊のボーイングB-17フライングフォートレス爆撃機4機編隊と交戦。地上に待機していた6機とともに迎撃。この戦闘で太田は負傷した。療養後の3月3日、笹井中尉指揮6機による中部ジャワ・チラチャップ攻撃に参加。、坂井小隊（坂井一飛曹、太田二飛曹、遠藤三飛曹）二番機としてバリ島デンパサール基地より出撃。復帰後最初の戦闘となる。
1942年（昭和17年）4月1日、台南空は第25航空戦隊に編入され、ニューブリテン島のラバウルに移る。16日に進出、翌日にはラバウルの前進基地、ニューギニア島東部のラエ基地に移動。太田は笹井醇一中尉（後に撃墜数が海兵で最高となる撃墜王）の二番機を任されることが多くなる。4月18日、ポートモレスビー攻撃に第二中隊第二小隊長として参加。ポートモレスビー飛行場上空で、小隊3機（太田二飛曹、和泉二飛曹、宮二飛曹）を率いて、豪空軍第75航空隊のカーチスP-40キティホーク9機編隊を奇襲。この戦闘で太田はP-40の1機（R.J.グランビル飛曹機）を撃墜。4月29日、ラエ基地の爆撃に来た米陸軍第19爆撃飛行隊のB-17フライングフォートレスを単機で1時間以上追撃し、撃墜を報告。5月26日、笹井醇一中尉の二番機を務め、敵戦闘機の1機撃墜を報告。5月27日、モレスビー攻撃に笹井中尉の二番機として参加。戦後、坂井三郎は、太田と西沢広義とともに台南空の三羽烏と呼ばれ、この時に3人で中隊から離脱し、無断でポートモレスビーのセブンマイル飛行場上空にて3人で三回連続編隊宙返りを行って他から遅れて帰還したという話を紹介している。しかし、戦闘行動調書によれば、坂井の主張する5月27日はモレスビー上空で交戦後、11時30分に全機がラエに帰着しており、坂井が他の著作で主張した6月25日には太田が出撃していない。その他の日も合わせて日本でも連合軍でも坂井たちが別行動をとった記録はない。5月28日、モレスビー攻撃に参加。敵戦闘機2機撃墜を報告。6月16日、モレスビー攻撃に笹井中尉の2番機として参加。米陸軍第35、36戦闘飛行隊のベルP-39エアラコブラ戦闘機を撃墜。米側記録からも太田のこのP-39撃墜はほぼ確実。
1942年8月7日、米軍ガダルカナル島上陸の報を受け、急遽、上陸支援の米機動部隊の攻撃に向かうこととなった四空の一式陸上攻撃機27機援護の台南空零戦18機（うち1機は引き込み脚の故障で、離陸直後に引き返したので、戦闘参加は17機）の第三中隊長（笹井中尉）の二番機としてラバウルより出撃。空母エンタープライズより発艦した米海軍グラマンF4Fワイルドキャットを、サンタイサベル島南端上空で、笹井中尉と協同撃墜（ゴードン・ファイヤボー中尉機、ウィリアム・ウォーデン准尉機）。これ以降、日本はラバウル、ガダルカナル間の往復2千キロ以上、零戦の狭い操縦席で往復7-8時間の過酷な飛行を伴う戦闘を余儀なくされ、一方で米海兵隊戦闘機隊が8月20日にガダルカナル飛行場に進出。同島上空の制空権を確保され、戦況は大きく変化した。
9月13日、強行偵察。川口支隊のガダルカナル飛行場占領が成功していれば、そのまま着陸の任務も負っていたが、実現はしなかった。太田らは飛行場上空を高度400メートルの低空で進入したところを、F4F、28機の奇襲を受け、太田は地上の海兵隊員の眼前で、米海軍V-5航空隊スモーキー・ストーバー中尉機を激しく追撃。奇襲によって零戦2機（羽藤一志三飛曹機、高塚寅一飛曹長機）を撃墜後、高度2千メートル付近に広がっていた積雲に退避をはかろうとしていたストーバー中尉機を大破、撃墜寸前まで追い込む。10月15日、ガダルカナル揚陸船団哨戒（三直、第二小隊長）に参加。米海兵隊VMF-121航空隊のF4Fワイルドキャット2機（ポール・ラトレッジ中尉機、アレクサンダー・トムソン准尉機）を撃墜。
最後の戦闘となる1942年10月21日、ガダルカナル飛行場爆撃の三沢空の陸攻12機援護の零戦13機、指揮官の大野竹好中尉の2番機として、午前5時40分、ラバウル飛行場を離陸。9時15分、先行した第一小隊3機（大野中尉、太田一飛曹、斎藤一飛兵）は、迎撃に上がっていた米海兵隊第212航空隊のF4F17機とガダルカナル島6千メートル上空で交戦。太田はテックス・ハミルトン准尉（7機撃墜のエース）を、急上昇しつつの激しい左急旋回から一撃で撃墜。しかしその間、二番機ハミルトン機の護衛に入っていた一番機フランク・デュルーリー中尉が、サッチウィーブで太田機の後上方にまわりこみ、一連射を行う。デュルーリー中尉（6機撃墜のエース）の回顧によると、機銃が命中した瞬間、太田機は大きな煙を発し、白煙の立ち込める風防内で太田の飛行帽が後方に吹き飛ぶのがはっきりと見えたという。一方、ハミルトン准尉は、太田機の射撃を受け、機から脱出したが、落下傘降下中に既にぐったりとしており、ガダルカナル島ジャングルに着地も、そのまま戦死。そしてそれを追うかの如く、太田機は黒煙を引きながら、下方のガダルカナル島に墜ちていったという。この戦闘で、陸攻9機は爆撃に成功後、全機ラバウルに帰投。太田機のみが未帰還となった。
大野中尉は太田が自分の身代わりになったのかもしれないと感じたという。
ラバウル方面での出撃回数は61回、総撃墜機数34機が全軍布告された。未帰還となった最後の出撃における撃墜を含めると36機に上る。